# XVI Всемирный фестиваль молодёжи и студентов

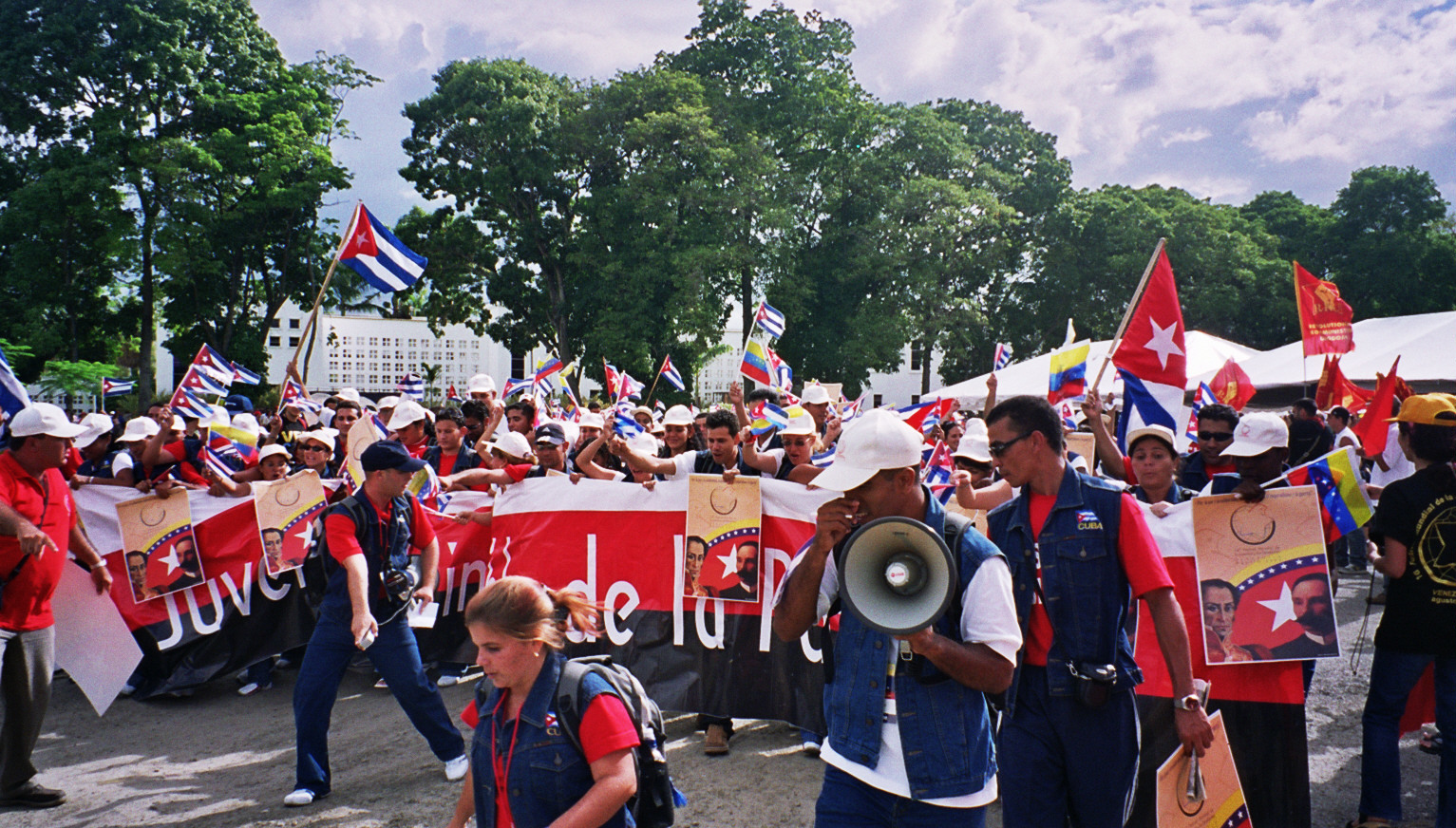
XVI фестиваль в Каракасе. 2005

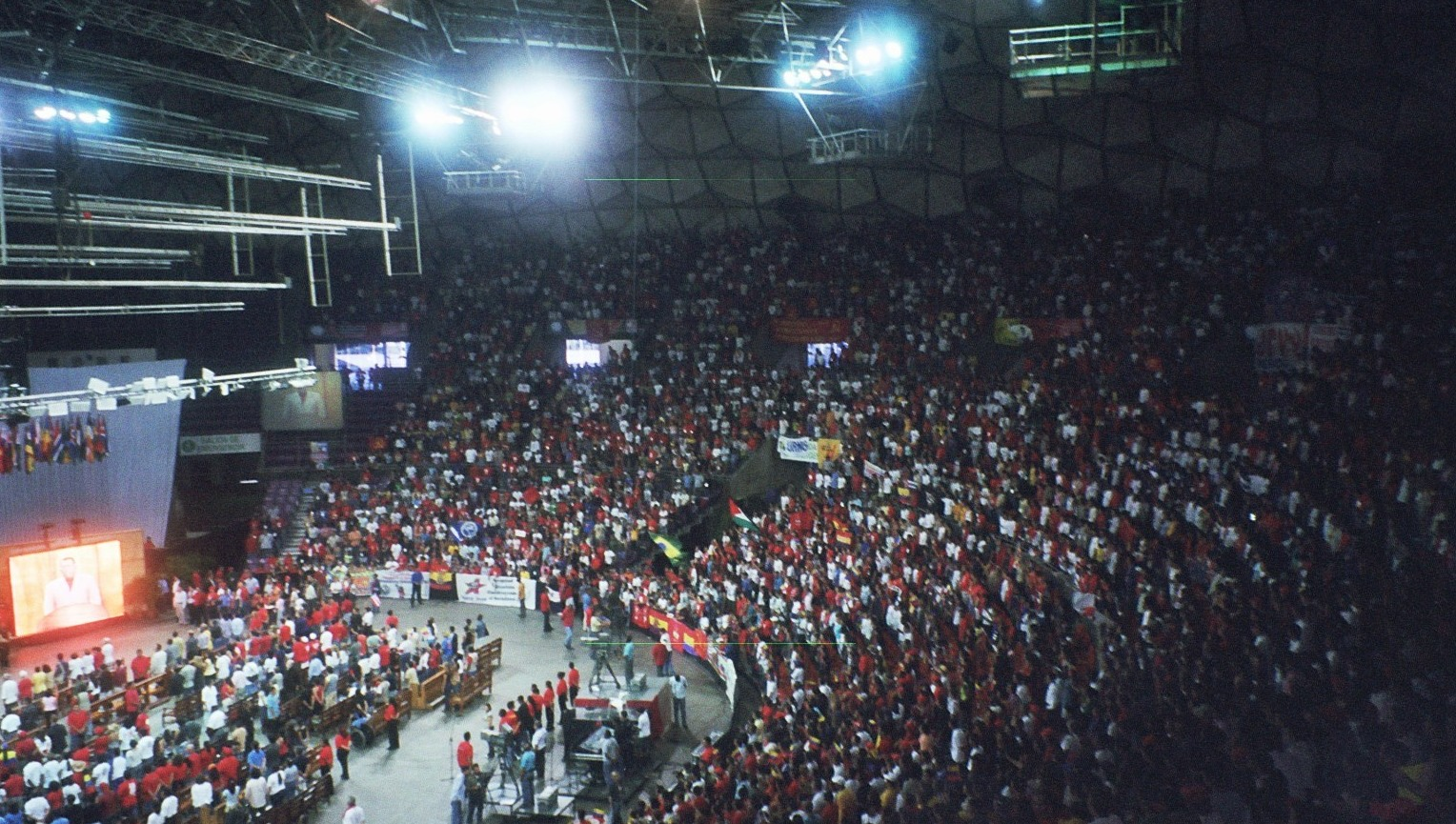

XVI Всемирный фестиваль молодёжи и студентов проводился с 7 по 15 августа 2005 года в столице Венесуэлы Каракасе. В нём приняло участие 17 тысяч человек из 144 стран. Лозунг фестиваля — «За мир и солидарность, мы боремся против империализма и войны».
Организатор фестиваля — Всемирная федерация демократической молодёжи — международное объединение более чем трехсот молодёжных организаций из почти 150 стран мира, основанное в 1945 году.
Основная задача Всемирного фестиваля молодёжи и студентов, по мнению организаторов —  создание благоприятных условий для налаживания дружеских связей между членами молодёжных общественных организаций. Масштабный международный форум нацелен на пропаганду мира, безопасности и равноправия всех народов.

## Проведение фестиваля
Решение провести XVI Всемирный фестиваль молодёжи и студентов в Венесуэле было принято 6 января 2005 года, идя навстречу Генеральному Совету Всемирной Федерации Демократической Молодёжи (ВФДМ), а также отражая мнение представленных в ВФДМ студенческие и молодёжные организации из более  чем 35 стран.
Среди целей и задач, которые ставили перед собой организаторы фестиваля — стимулирование участия молодёжных групп в политической жизни, оказание помощи студенческим организациям и коллективам (в том числе творческим), привлечение молодёжи к решению глобальных проблем, описание модели создания справедливого,  многополярного мира, солидарность с  народами, борющимися за самоопределение и независимость, солидарность с молодыми людьми и лидерам студенческих, социальных, экологических и других движений и мн. др.

## Программа фестиваля
Проводились встречи социального обмена, конференции, семинары, форумы интернациональной солидарности по вопросам международного сотрудничества молодёжных организаций в области решения проблем войны и мира, прав человека, борьбы с международным терроризмом и империализмом, развития демократии.
Большое внимание было уделено вопросам экономического развития и помощи развивающимся странам, развития образования, науки и культуры, внедрения новых технологий, проблемам занятости.
В рамках фестиваля прошли концерты и выставки как молодых, начинающих артистов и художников, так и известных мастеров из разных стран. Это один из самых представительских фестивалей за всю историю фестивального движения: Венесуэла приняла 17 тысяч гостей из 144 стран.
Прошёл форум, посвященный 60-летию Победы над фашизмом. Как отметил президент Венесуэлы Уго Чавес, принявший самое активное участие в работе фестиваля, «Каракас впервые принимал такое количество молодёжи со всего мира».
На проведение фестиваля из бюджета страны были выделены значительные средства.